# DPc (Inschrift)

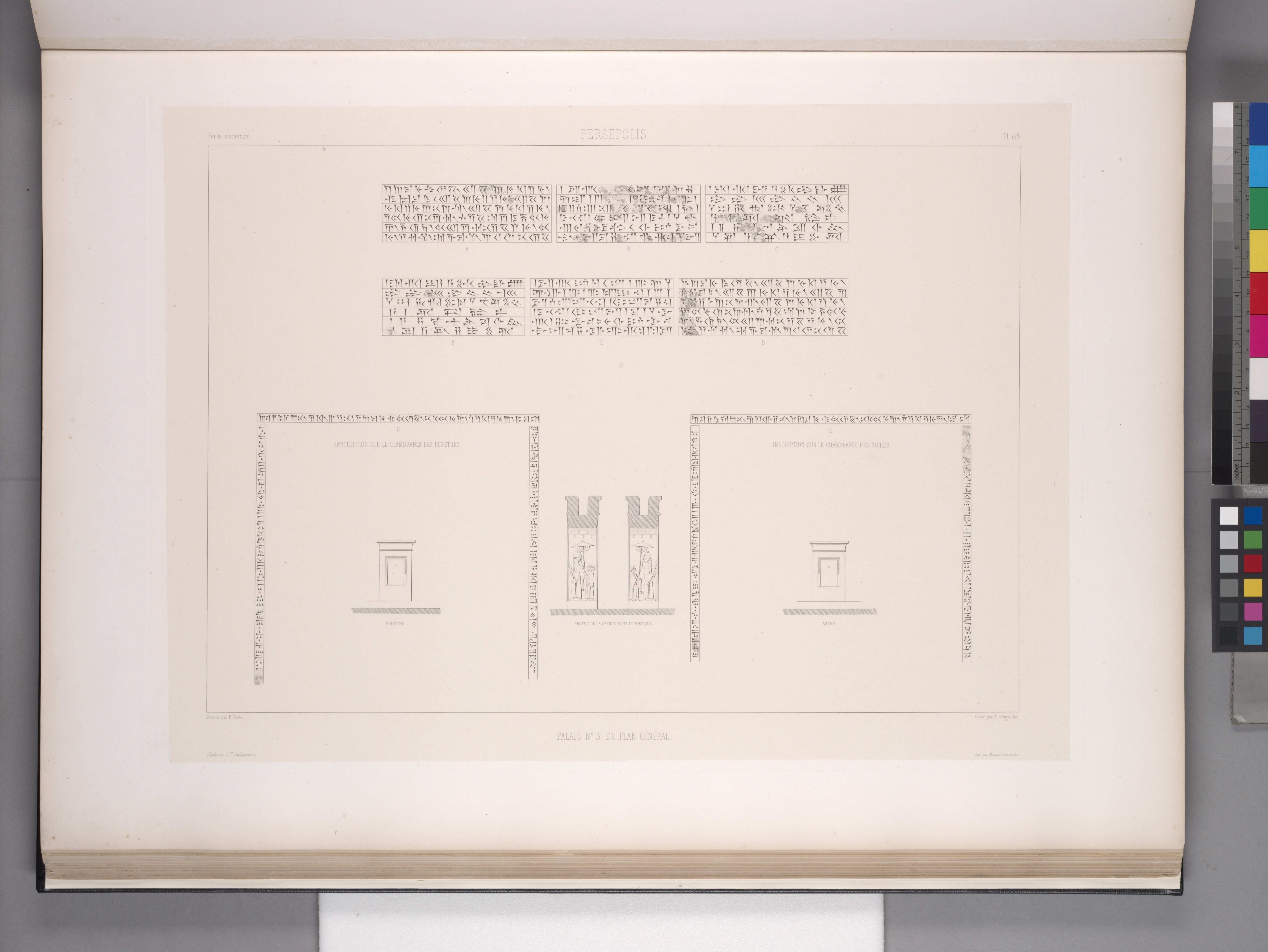
DPc gezeichnet von Eugène Flandin und Pascal Coste 1851–1854 (NYPL b12482496-1542841)

DPc ist die Abkürzung einer Inschrift von Dareios I. (D). Sie wurde in Persepolis (P) entdeckt und von der Wissenschaft mit einem Index (c) versehen. Sie liegt in altpersischer, elamischer und babylonischer Sprache vor und ist in mehreren Exemplaren überliefert. 

## Inhalt
„Fensterrahmen von Stein, im Hause des Königs Darius gemacht.“

## Standort
DPc ist auf den Rahmen aller Fenster und Nischen des Hauptraums und der Portikus des Palastes von Dareios I. zu finden. Insgesamt ist die Inschrift in achtzehn Exemplaren vorhanden. Zwei Fragmente befinden sich im British Museum.